# August Heinrich von Borgstede

August Heinrich von Borgstede um 1796

August Heinrich Borgstede, ab 1803 von Borgstede, (* 5. Dezember 1757 in Hoya; † 7. Juli 1824 in Stargard in Pommern) war ein preußischer Oberfinanzrat, Vorsitzender Rat im General-Ober-Finanz-Kriegs- und Domainen-Direktorium, Generalzivilkommissar von Pommern und Mitglied des Preußischen Staatsrates.

## Leben
August Heinrich Borgstede war der Sohn eines Arztes und studierte ab 1775 Kameral- und Rechtswissenschaften an der Universität Halle. 1779 trat er als expedierender Sekretär beim Justizdepartement der Kurmärkischen Kriegs- und Domänenkammer in den Staatsdienst. Er wurde 1785 durch die Oberexaminationskommission geprüft. Anfang 1787 wurde er Assessor, Ende 1788 Wirklicher Kriegs- und Domänenrat, 1790 zweiter Direktor der Kurmärkischen Kammer und Direktor der Kammer-Justiz-Deputation. Von 1789 bis 1790 war er Rat beim Ober-Sanitäts-Kollegium. Er war von 1791 bis 1804 Mitglied der Generaldirektion der Landarmen-Anstalten der Kurmark.
Im Mai 1795 wurde er Geheimer Oberfinanzrat im Generaldirektorium des Kurmärkischen Departements. Von 1797 bis 1800 arbeitete er im Departement für Ost-, Neuost- und Westpreußen bei Karl Wilhelm von Schrötter. 1798 gehörte er, vom König Friedrich Wilhelm III. selbst ausgewählt, der Immediatfinanzkommission an. 1799 bis 1800 gehörte er auch dem Fränkischen Departement unter Karl August von Hardenberg an. Von Mai 1796 oder von 1798 bis 1804 war er Mitglied der Gesetz-Commission, von 1799 bis 1803 der Ober-Revisions-Deputation zur Entscheidung der Cameral-, Finanz- und Justizsachen und von 1800 bis 1804 der Jurisdictions Commission zur Entscheidung der zwischen Justiz-Collegiis und Domänenkammer vorfallenden Streitigkeiten.
Ab 1800 war er Vorsitzender Rat im Voßischen Departement für die Kur- und Neumark und im Pommerschen Departement. Nach der Besetzung Preußens durch die Franzosen folgte er der preußischen Staatsregierung nach Königsberg und Memel. 1807 wurde er vom König zum Generalzivilkommissar von Pommern und der Neumark ernannt. Zusammen mit dem Stettiner Kammerpräsidenten von Heydebreck musste er die Verhandlungen über die Pommern durch die Franzosen auferlegten Kriegskontributionen führen. 1808 wurde er in den Ruhestand versetzt. Seit dieser Zeit hielt er sich auf seinen Landgütern auf.
1822 berief ihn der König zur Beratung über die Neueinrichtung der Provinzialstände. 1823 wurde er Mitglied des preußischen Staatsrates. Im selben Jahr wählte ihn die Ritterschaft des Saatziger Kreis zum Abgeordneten des Pommerschen Provinziallandtags. Der König ernannte ihn zum Landtagsmarschall. Er konnte in diesem Amt jedoch nicht mehr wirksam werden, da er 1824 verstarb.
August Heinrich Borgstede war seit 1790 mit Johanna Caroline Bennecke (1771–1831) verheiratet, der Tochter des Amtsrats Carl Ludwig Bennecke (1737–1820). Der Ehe entstammte der Sohn August Friedrich Borgstede (1792–1837).

## Mitgliedschaften und Ehrungen
Borgstede war Mitglied der Märkischen Ökonomischen Gesellschaft zu Potsdam. Seit 1798 gehörte er der Philosophischen Klasse der Akademie der Wissenschaften zu Berlin an. Von 1798 bis 1812 war er Direktor der Akademie, anschließend ihr Ehrenmitglied.
1803 wurde er in den preußischen Adelsstand erhoben. 1824 erhielt er den Roten Adlerorden 3. Klasse.

## Schriften
August Heinrich Borgstede verfasste zwei Bücher. In den Juristischen und ökonomischen Grundsätze von Generalverpachtungen der Domänen in den preußischen Staaten. (Berlin 1785) beschrieb er detailliert die Richtlinien für die Festsetzung der Höhe des Pachtzinses. Die 1797 herausgegebene zweite Auflage spricht für die Bedeutung dieses Buches für den Staatshaushalt, in dem die Erträge aus den Domänen eine wichtige Einnahmequelle darstellten.
Die Statistisch-topographische Beschreibung der Kurmark Brandenburg. (Bd. 1, Berlin 1788, Digitalisat) war der Versuch einer statistischen Erfassung des Staatsgebietes um eine Grundlage für Regierungsmaßnahmen und einen Überblick über die vorhandenen Ressourcen zu erhalten. Die Erfassung und Aufbereitung dieser Information war wegen der begrenzten Kommunikationsmöglichkeiten mit einem hohen Zeit- und Arbeitsaufwand verbunden.

## Wohnung und Besitz
Borgstede hatte nachweislich seit 1781 einen Wohnsitz in Berlin. Wahrscheinlich seit 1793 besaß er das ehemalige Palais des Staatsministers von Zedlitz in der Neuen Münzstraße, das durch eine prächtige Innenausstattung mit zwei Sälen bekannt war. Nachdem er 1799 in das Jordansche Haus, Ecke Friedrichstraße/Französische Straße gezogen war, wohnte er ab 1800 in der Behrenstraße 32.
Vom Rittmeister Otto Friedrich Ludwig von Schack kaufte er 1799 für 170.000 Taler das Gut Prillwitz in Hinterpommern mit den Vorwerken Louisenhof und Groß Lindenbusch. Er ließ das Gut zu einem modernen Wirtschaftsbetrieb umbauen. Borgstede ließ 1802 die erste Merinoschafzucht Pommerns einrichten und eine Molkerei bauen. 1804 legte er ein neues Vorwerk an, dem er später den Namen Augustthal gab. Von Heinrich Gentz ließ er ein neues Herrenhaus errichten und ein Landschaftspark wurde angelegt. Doch verkaufte er Prillwitz 1821 für 256.000 Taler an den Prinzen August von Preußen. 
Im Kreis Naugard erwarb er das Gut Lübzin, das wahrscheinlich sein Sohn bewirtschaftete, während Borgstede in Stargard wohnte.